# Ceratopsion axiferum
Ceratopsion axiferum är en svampdjursart som först beskrevs av Jörn Hentschel 1912.  Ceratopsion axiferum ingår i släktet Ceratopsion och familjen Raspailiidae. Inga underarter finns listade i Catalogue of Life.